# Richard Jareš
Richard Jareš (* 23. Februar 1981 in Hradec Králové, Tschechoslowakei) ist ein ehemaliger  tschechischer Eishockeyspieler, der unter anderem für die Iserlohn Roosters in der Deutschen Eishockey Liga (DEL) auflief. Seit Februar 2023 ist er als Trainer der U17-Mannschaft des Iserlohner EC tätig.

## Karriere
Richard Jareš begann mit dem Eishockeyspielen in der Jugendabteilung des HC Hradec Králové. 1999 wechselte er zum HC Vítkovice und spielte für die U20-Mannschaft. Zur Saison 2000/01 unterschrieb er bei Bílí Tygři Liberec und spielte die ersten zwei Jahre hauptsächlich für das Juniorenteam. In der Saison 2001/02 bestritt Jareš auch einige Spiele für das Herrenteam, welches den Aufstieg in die Extraliga schaffte. Von 2002 bis 2005 spielte er 41 Spiele in der Extraliga für Liberec. Hauptsächlich bestritt Jareš aber auf Leihbasis Spiele in der zweitklassigen 1. Liga für den IHC Písek, HC Berounští Medvědi und BK Mladá Boleslav. Zur Saison 2005/06 wechselte er zum HC Znojemsti Orli. In der Saison 2007/08 schoss Jareš mit elf Toren die meisten Treffer aller Verteidiger der Liga. 2008 begann er die Saison im Team von HC České Budějovice und kehrte anschließend für eineinhalb Jahre zurück zu Bílí Tygři Liberec. 2010 erreichte er mit seiner Mannschaft das Halbfinale der Playoffs und unterschrieb zur nächsten Spielzeit beim HC Litvínov. In der Saison 2011/12 war Jareš punktbester Verteidiger seines Teams. Im Sommer 2012 trainierte er bei den Lausitzer Füchsen aus der 2. Bundesliga und kehrte anschließend für die Spielzeit 2012/13  zum HC Litvínov zurück. Anfang August 2013 schlossen die Iserlohn Roosters aus der Deutschen Eishockey Liga und Jareš einen Tryout-Vertrag, der bis zum 12. September 2013 lief. In der Vorbereitungszeit konnte er überzeugen, so dass die Roosters den Vertrag am 8. September bis zum Ende der Saison 2013/14 verlängerten. Nach einer weiteren Saison bei den Sauerländern unterschrieb er im September 2015 einen Probevertrag bei den Eispiraten Crimmitschau, verließ den Club nach nur einem Spiel aber wieder und beendete daraufhin seine Karriere.
Nach dem Ende seiner Spielerkarriere nahm Jareš eine Trainerlaufbahn auf und gründete eine private Eishockeyschule in Tschechien. Im Februar 2023 wurde er als neuer Trainer der U17-Mannschaft vom Iserlohner EC verpflichtet.

## Erfolge und Auszeichnungen
- 2002 Aufstieg in die Extraliga mit Bílí Tygři Liberec

## Karrierestatistik
(Legende zur Spielerstatistik: Sp oder GP = absolvierte Spiele; T oder G = erzielte Tore; V oder A = erzielte Assists; Pkt oder Pts = erzielte Scorerpunkte; SM oder PIM = erhaltene Strafminuten; +/− = Plus/Minus-Bilanz; PP = erzielte Überzahltore; SH = erzielte Unterzahltore; GW = erzielte Siegtore; 1 Play-downs/Relegation; Kursiv: Statistik nicht vollständig)